# Stephan Legge

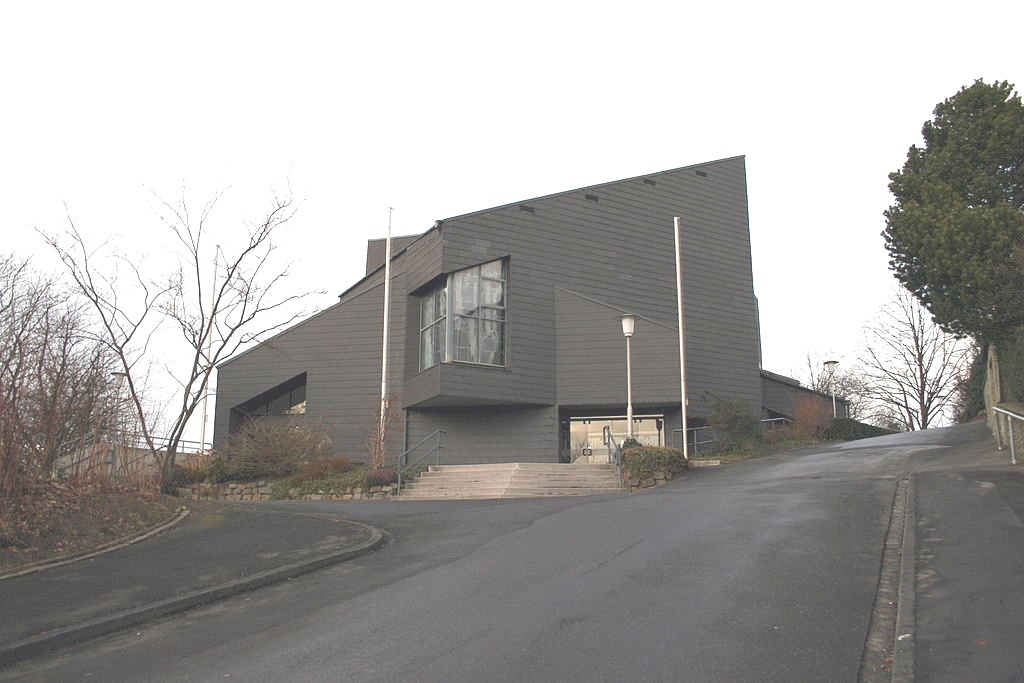
Die Heilig-Kreuz-Kirche Arnsberg (1973)

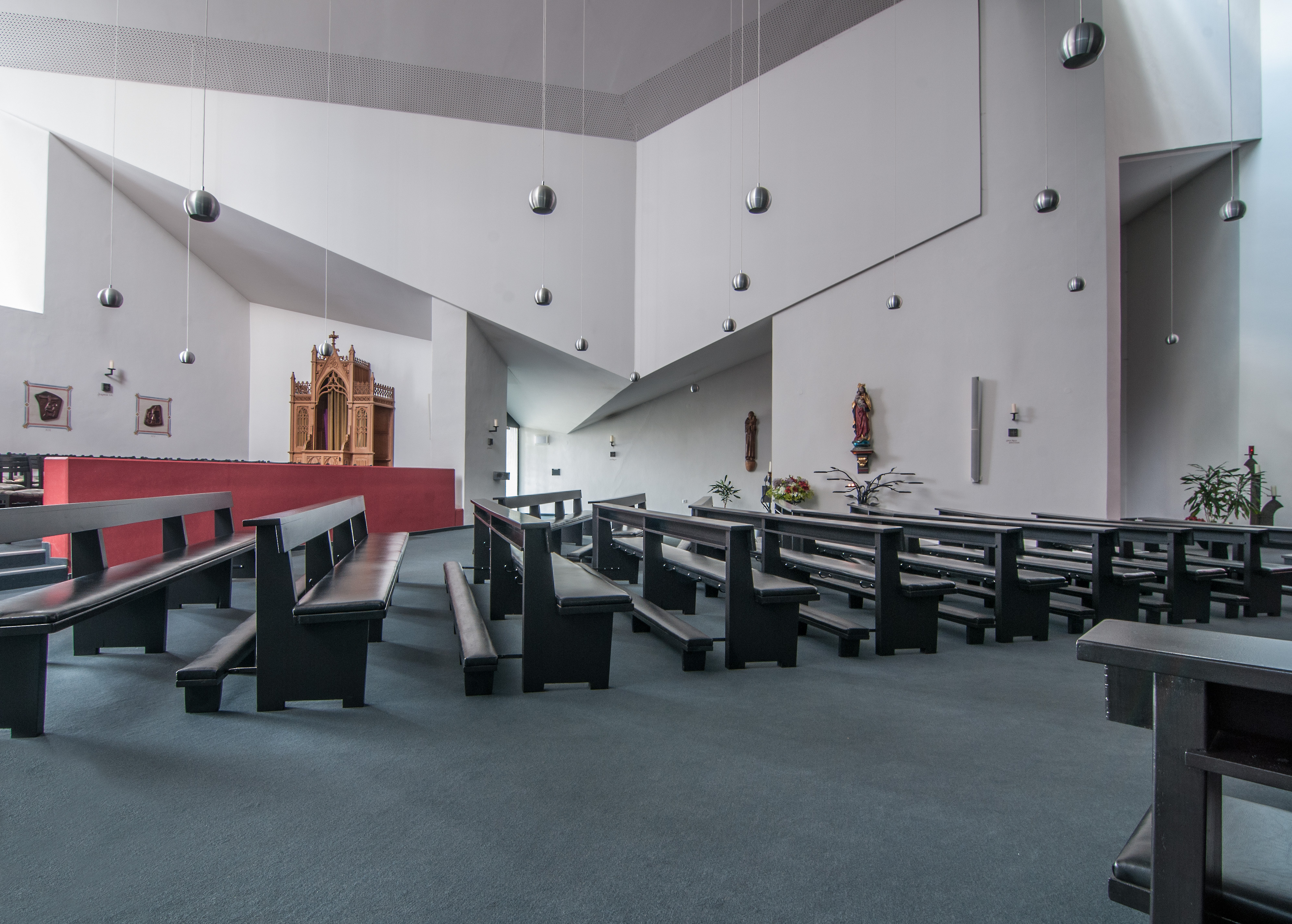
Linker Kirchenraum mit Beichtstuhl

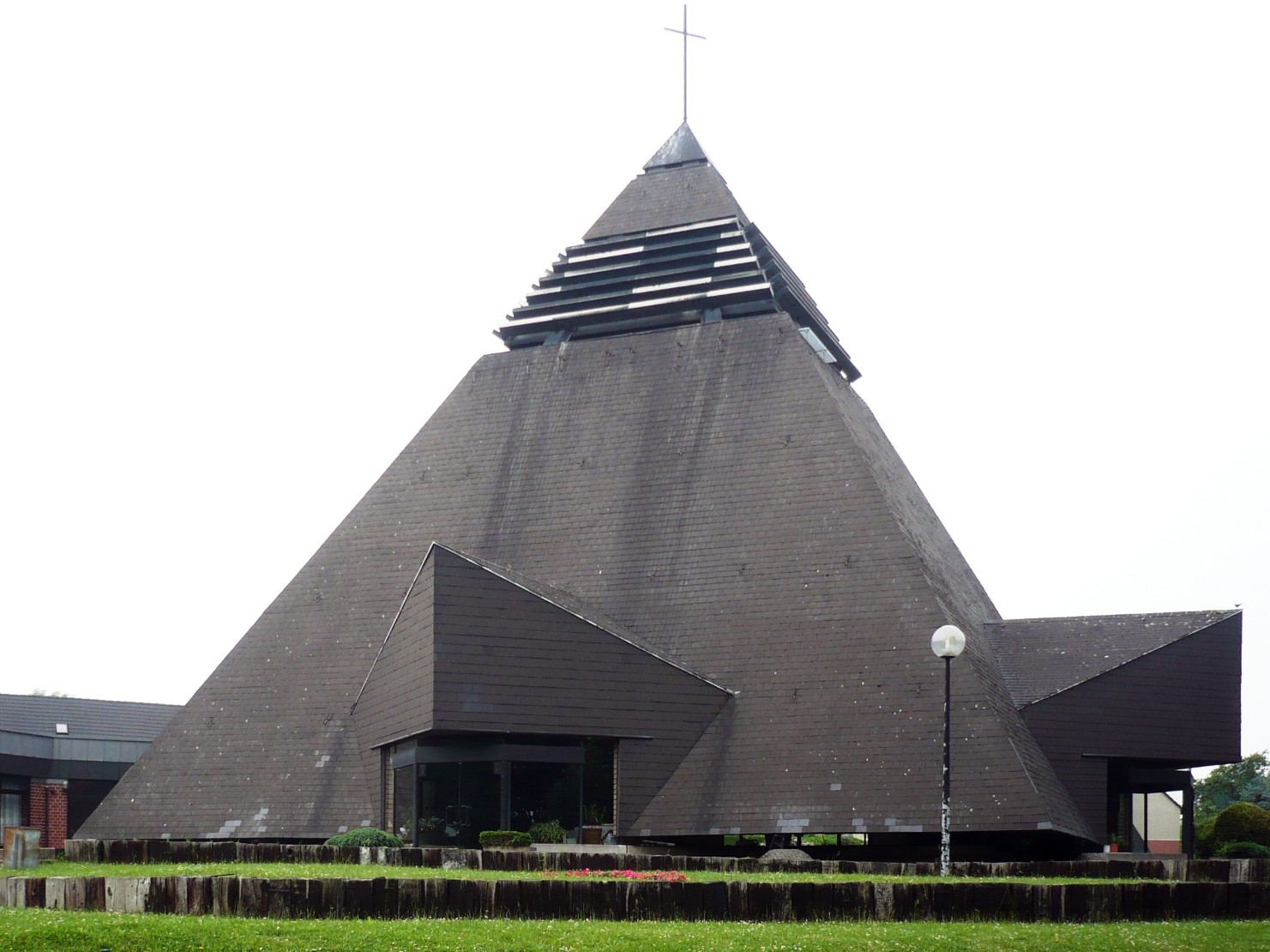
Die ehem. kath. Kirche St. Anno in Essen-Stoppenberg (1977)

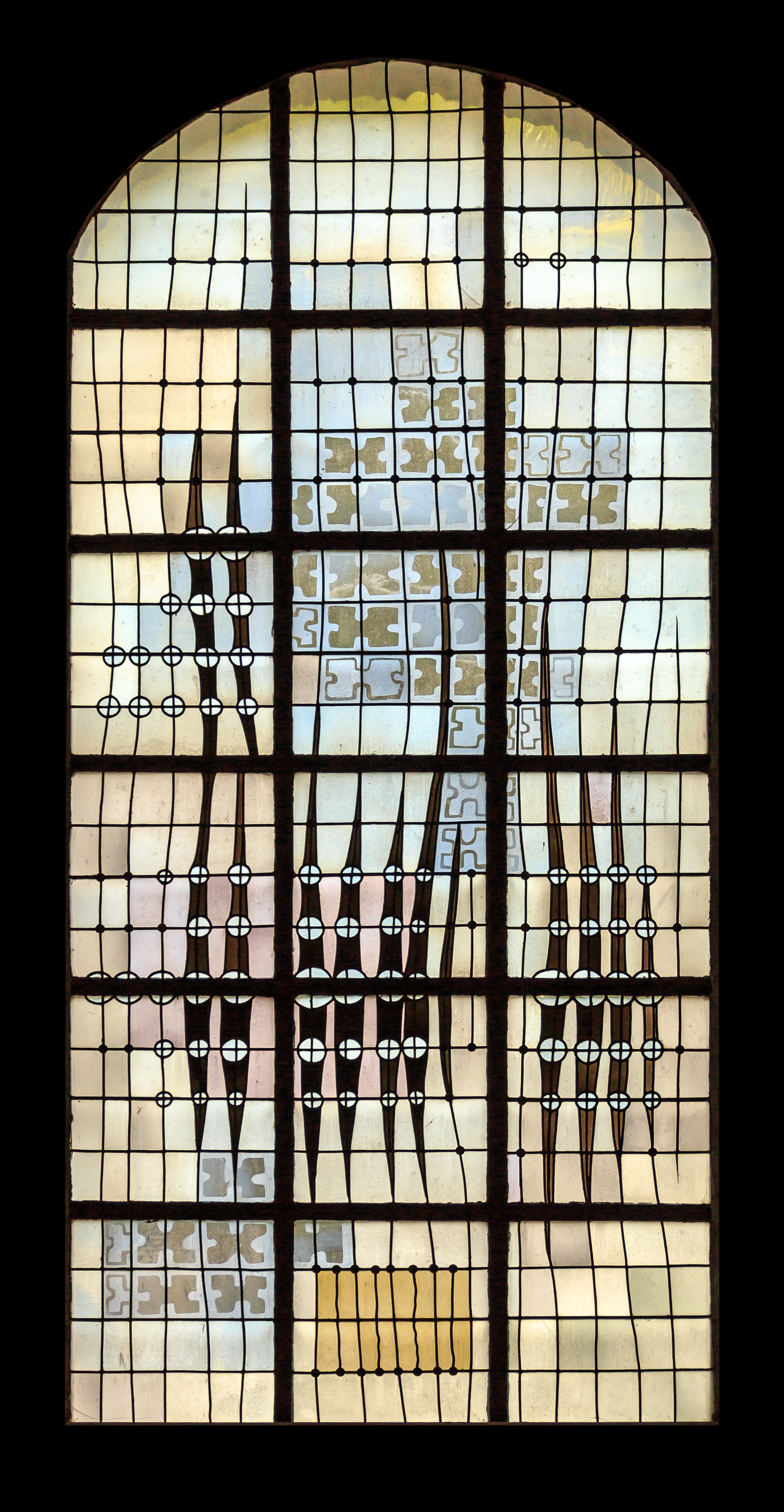
Glasfenster in der Aukirche Monschau, (1966)

Stephan Legge (* 8. August 1930 in Zülpich; † 23. September 2005 in Bonn) war ein deutscher Architekt und Stadtplaner.

## Leben
Legge wuchs in Zülpich auf, wo sein aus Brakel stammender Vater Dr. Stephan Legge (1885–1961) Direktor der Landwirtschaftsschule war. Die Theologen Petrus Legge und Theodor Legge waren Brüder seines Vaters. Nach dem Abitur studierte Stephan Legge jun. Architektur an der RWTH Aachen.
Danach gründete er mit seiner Frau, der Architektin Ursula Legge-Suwelack, ein Architekturbüro in Lammersdorf, das sich mit Wohnungsbau und Sakralbau befasste und an Architekturwettbewerben teilnahm. 1972 gewann das Architektenpaar den ersten Preis für ihren Beitrag zum städtebaulichen Ideenwettbewerb Bauten des Bundes und ihre Integration in die Stadt Bonn und wurde dadurch bundesweit bekannt. Nach dem Legge-Plan sollten die bislang über den Großraum Bonn verstreuten Ministerien bis 1985 auf zwei Hochhaus-Zentren beiderseits des Rheins konzentriert werden – verbunden durch eine glasüberdachte Fußgängerbrücke. Die Kosten eines entsprechenden Umbaus der Stadt Bonn wurden von einer Arbeitsgruppe des damaligen Bundesbaumininsters Hans-Jochen Vogel auf 13 Milliarden Mark geschätzt. Das Architekturbüro Legge zog daraufhin nach Bonn um, die Planungen wurden jedoch nicht umgesetzt.
In den 1980er und 1990er Jahren beschäftigte sich Legge zunehmend mit Altbausanierung und gründete nach 1990 ein Zweigbüro in Leipzig und eine Immobilien-GmbH.

## Werke (Auswahl)
- 1964 Wohnhaus Thier, Bürgermeister-Fischer-Straße, Warburg
- 1965–69 Heilig-Geist-Kirche St. Barbara in Röhlinghausen (mit Ursula Legge-Suwelack)
- 1960er-Jahre St. Mariä Empfängnis in Monschau (mit Ursula Legge-Suwelack)
- 1973 Heilig-Kreuz-Kirche in Arnsberg (mit Heinz Dohmen und Ursula Legge-Suwelack)
- 1975 St. Petrus Canisius in Werdohl-Eveking (mit Heinz Dohmen und Ursula Legge-Suwelack)
- 1977 St. Anno in Essen-Stoppenberg (mit Heinz Dohmen und Ursula Legge-Suwelack), heute die serbisch-orthodoxe Kirche Hl. Erstmärtyrer und Erzdiakon Stefan

## Wettbewerbe
- 1962 Eine europäische Schlafstatt (mit Jürgen Rohner und Ursula Legge-Suwelack, 3. Preis)[3]
- 1965 Kreishaus Arnsberg (mit Ursula Legge-Suwelack)[4]
- 1969 Universität Bielefeld ZIF (mit Ursula Legge-Suwelack und Zoran Tasic, 6. Rang und Sonderankauf)[5][6][7]
- 1972 Städtebaulicher Entwurf Bauten des Bundes und ihre Integration in die Stadt Bonn (mit Hermann-Josef Siepen, Norbert Breuer, Georg Krutt, Hartmut Schütt, Rolf Stockem und Ursula Legge-Suwelack, 1. Preis)[8]
- 1976 Neuordnung Ortsmitte (mit Ursula Legge-Suwelack, 1. Preis)[9]

## Schriften
- Ortsplanung Lammersdorf, Amt Simmerath, Kreis Monschau unter Berücksichtigung einer gewandelten Gemeindestruktur. Hrsg. von der Arbeitsgemeinschaft Landwirtschaftl. Bauwesen Nordrhein-Westfalen e.V. (ALB-NRW), Düsseldorf 1966
- Vom Biergarten zum Musentempel: Musikalische Komödie Dreilinden, in: Leipziger Blätter 21, Leipzig 1992, ISSN 0232-7244

## Ausstellungen
- Stephan Legge: Gemälde, Aquarelle und Zeichnungen, Haus der Evangelischen Kirche, Bonn 2007